# Mistrzostwa Europy w Piłce Nożnej 1996 (eliminacje)
Kwalifikacje do Mistrzostw Europy 1996 rozpoczęły się 20 kwietnia 1994 a skończyły 13 grudnia 1995. Czterdzieści siedem drużyn zostało podzielonych na osiem grup. Wszystkie drużyny każdej grupy zagrały ze sobą po dwa razy w systemie każdy z każdym - mecz i rewanż. Do turnieju głównego zakwalifikowali się zwycięzcy grup, 6 najlepszych drużyn z drugich miejsc oraz zwycięzca meczu barażowego pomiędzy dwoma pozostałymi wicemistrzami grup. Reprezentacja Anglii - gospodarz turnieju automatycznie uzyskała prawo do wzięcia udziału mistrzostwach. Były to pierwsze eliminacje do Mistrzostw Europy w których za zwycięstwo przyznawano trzy, zamiast dwóch punktów.

## Grupa A

### Klasyfikacja końcowa
| Drużyna     | Pkt | M  | Z | R | P | Br+ | Br- |
| ----------- | --- | -- | - | - | - | --- | --- |
| Rumunia     | 21  | 10 | 6 | 3 | 1 | 18  | 9   |
| Francja     | 20  | 10 | 5 | 5 | 0 | 22  | 2   |
| Słowacja    | 14  | 10 | 4 | 2 | 4 | 14  | 18  |
| Polska      | 13  | 10 | 3 | 4 | 3 | 14  | 12  |
| Izrael      | 12  | 10 | 3 | 3 | 4 | 13  | 13  |
| Azerbejdżan | 1   | 10 | 0 | 1 | 9 | 2   | 29  |

### Wyniki
| 4 września 1994, Izrael 2 - 1 Polska 7 września 1994, Słowacja 0 - 0 Francja 7 września 1994, Rumunia 3 - 0 Azerbejdżan 8 października 1994, Francja 0 - 0 Rumunia 12 października 1994, Izrael 2 - 2 Słowacja 12 października 1994, Polska 1 - 0 Azerbejdżan 12 listopada 1994, Rumunia 3 - 2 Słowacja 16 listopada 1994, Polska 0 - 0 Francja 16 listopada 1994, Azerbejdżan 0 - 2 Izrael 13 grudnia 1994, Azerbejdżan 0 - 2 Francja 14 grudnia 1994, Izrael 1 - 1 Rumunia 29 marca 1995, Rumunia 2 - 1 Polska 29 marca 1995, Słowacja 4 - 1 Azerbejdżan 29 marca 1995, Izrael 0 - 0 Francja 25 kwietnia 1995, Polska 4 - 3 Izrael | 26 kwietnia 1995, Azerbejdżan 1 - 4 Rumunia 26 kwietnia 1995, Francja 4 - 0 Słowacja 7 czerwca 1995, Polska 5 - 0 Słowacja 7 czerwca 1995, Rumunia 2 - 1 Izrael 16 sierpnia 1995, Azerbejdżan 0 - 1 Słowacja 16 sierpnia 1995, Francja 1 - 1 Polska 6 września 1995, Francja 10 - 0 Azerbejdżan 6 września 1995, Polska 0 - 0 Rumunia 6 września 1995, Słowacja 1 - 0 Izrael 11 października 1995, Rumunia 1 - 3 Francja 11 października 1995, Słowacja 4 - 1 Polska 11 października 1995, Izrael 2 - 0 Azerbejdżan 15 listopada 1995, Francja 2 - 0 Izrael 15 listopada 1995, Słowacja 0 - 2 Rumunia 15 listopada 1995, Azerbejdżan 0 - 0 Polska |

## Grupa B

### Klasyfikacja końcowa
| Drużyna   | Pkt | M  | Z | R | P | Br+ | Br- |
| --------- | --- | -- | - | - | - | --- | --- |
| Hiszpania | 26  | 10 | 8 | 2 | 0 | 25  | 4   |
| Dania     | 21  | 10 | 6 | 3 | 1 | 19  | 9   |
| Belgia    | 15  | 10 | 4 | 3 | 3 | 17  | 13  |
| Macedonia | 7   | 10 | 1 | 4 | 5 | 9   | 18  |
| Cypr      | 7   | 10 | 1 | 4 | 5 | 6   | 20  |
| Armenia   | 5   | 10 | 1 | 2 | 7 | 5   | 17  |

### Wyniki
| 7 września 1994, Belgia 2 - 0 Armenia 7 września 1994, Cypr 1 - 2 Hiszpania 7 września 1994, Macedonia 1 - 1 Dania 8 października 1994, Armenia 0 - 0 Cypr 12 października 1994, Dania 3 - 1 Belgia 12 października 1994, Macedonia 0 - 2 Hiszpania 16 listopada 1994, Belgia 1 - 1 Macedonia 16 listopada 1994, Cypr 2 - 0 Armenia 16 listopada 1994, Hiszpania 3 - 0 Dania 17 grudnia 1994, Macedonia 3 - 0 Cypr 17 grudnia 1994, Belgia 1 - 4 Hiszpania 29 marca 1995, Hiszpania 1 - 1 Belgia 29 marca 1995, Cypr 1 - 1 Dania 26 kwietnia 1995, Armenia 0 - 2 Hiszpania 26 kwietnia 1995, Dania 1 - 0 Macedonia | 26 kwietnia 1995, Belgia 2 - 0 Cypr 10 maja 1995, Armenia 2 - 2 Macedonia 7 czerwca 1995, Dania 4 - 0 Cypr 7 czerwca 1995, Hiszpania 1 - 0 Armenia 7 czerwca 1995, Macedonia 0 - 5 Belgia 16 sierpnia 1995, Armenia 0 - 2 Dania 6 września 1995, Belgia 1 - 3 Dania 6 września 1995, Macedonia 1 - 2 Armenia 6 września 1995, Hiszpania 6 - 0 Cypr 7 października 1995, Armenia 0 - 2 Belgia 11 października 1995, Dania 1 - 1 Hiszpania 11 października 1995, Cypr 1 - 1 Macedonia 15 listopada 1995, Hiszpania 3 - 0 Macedonia 15 listopada 1995, Dania 3 - 1 Armenia 15 listopada 1995, Cypr 1 - 1 Belgia |

## Grupa C

### Klasyfikacja końcowa
| Drużyna    | Pkt | M | Z | R | P | Br+ | Br- |
| ---------- | --- | - | - | - | - | --- | --- |
| Szwajcaria | 17  | 8 | 5 | 2 | 1 | 15  | 7   |
| Turcja     | 15  | 8 | 4 | 3 | 1 | 16  | 8   |
| Szwecja    | 9   | 8 | 2 | 3 | 3 | 9   | 10  |
| Węgry      | 8   | 8 | 2 | 2 | 4 | 7   | 13  |
| Islandia   | 5   | 8 | 1 | 2 | 5 | 3   | 12  |

### Wyniki
| 7 września 1994, Islandia 0 - 1 Szwecja 7 września 1994, Węgry 2 - 2 Turcja 12 października 1994, Turcja 5 - 0 Islandia 12 października 1994, Szwajcaria 4 - 2 Szwecja 16 listopada 1994, Szwecja 2 - 0 Węgry 16 listopada 1994, Szwajcaria 1 - 0 Islandia 14 grudnia 1994, Turcja 1 - 2 Szwajcaria 29 marca 1995, Węgry 2 - 2 Szwajcaria 29 marca 1995, Turcja 2 - 1 Szwecja 26 kwietnia 1995, Węgry 1 - 0 Szwecja | 26 kwietnia 1995, Szwajcaria 1 - 2 Turcja 1 czerwca 1995, Szwecja 1 - 1 Islandia 11 czerwca 1995, Islandia 2 - 1 Węgry 16 sierpnia 1995, Islandia 0 - 2 Szwajcaria 6 września 1995, Szwecja 0 - 0 Szwajcaria 6 września 1995, Turcja 2 - 0 Węgry 11 października 1995, Szwajcaria 3 - 0 Węgry 11 października 1995, Islandia 0 - 0 Turcja 11 listopada 1995, Węgry 1 - 0 Islandia 15 listopada 1995, Szwecja 2 - 2 Turcja |

## Group D

### Klasyfikacja końcowa
| Drużyna   | Pkt | M  | Z | R | P  | Br+ | Br- |
| --------- | --- | -- | - | - | -- | --- | --- |
| Chorwacja | 23  | 10 | 7 | 2 | 1  | 22  | 5   |
| Włochy    | 23  | 10 | 7 | 2 | 1  | 20  | 6   |
| Litwa     | 16  | 10 | 5 | 1 | 4  | 13  | 12  |
| Ukraina   | 13  | 10 | 4 | 1 | 5  | 11  | 15  |
| Słowenia  | 11  | 10 | 3 | 2 | 5  | 13  | 13  |
| Estonia   | 0   | 10 | 0 | 0 | 10 | 3   | 31  |

### Wyniki
| 4 września 1994, Estonia 0 - 2 Chorwacja 7 września 1994, Słowenia 1 - 1 Włochy 7 września 1994, Ukraina 0 - 2 Litwa 8 października 1994, Estonia 0 - 2 Włochy 9 października 1994, Chorwacja 2 - 0 Litwa 12 października 1994, Ukraina 0 - 0 Słowenia 13 listopada 1994, Ukraina 3 - 0 Estonia 16 listopada 1994, Włochy 1 - 2 Chorwacja 16 listopada 1994, Słowenia 1 - 2 Litwa 25 marca 1995, Chorwacja 4 - 0 Ukraina 25 marca 1995, Włochy 4 - 1 Estonia 25 marca 1995, Litwa 0 - 0 Chorwacja 29 marca 1995, Ukraina 0 - 2 Włochy 29 marca 1995, Słowenia 3 - 0 Estonia 26 kwietnia 1995, Estonia 0 - 1 Ukraina | 26 kwietnia 1995, Litwa 0 - 1 Włochy 26 kwietnia 1995, Chorwacja 2 - 0 Słowenia 7 czerwca 1995, Litwa 2 - 1 Słowenia 11 czerwca 1995, Estonia 1 - 3 Słowenia 11 czerwca 1995, Ukraina 1 - 0 Chorwacja 16 sierpnia 1995, Estonia 0 - 1 Litwa 3 września 1995, Chorwacja 7 - 1 Estonia 6 września 1995, Włochy 1 - 0 Słowenia 6 września 1995, Litwa 1 - 3 Ukraina 8 października 1995, Chorwacja 1 - 1 Włochy 11 października 1995, Litwa 5 - 0 Estonia 11 października 1995, Słowenia 3 - 2 Ukraina 11 listopada 1995, Włochy 3 - 1 Ukraina 15 listopada 1995, Słowenia 1 - 2 Chorwacja 15 listopada 1995, Włochy 4 - 0 Litwa |

## Grupa E

### Klasyfikacja końcowa
| Drużyna    | Pkt | M  | Z | R | P | Br+ | Br- |
| ---------- | --- | -- | - | - | - | --- | --- |
| Czechy     | 21  | 10 | 6 | 3 | 1 | 21  | 6   |
| Holandia   | 20  | 10 | 6 | 2 | 2 | 23  | 5   |
| Norwegia   | 20  | 10 | 6 | 2 | 2 | 17  | 7   |
| Białoruś   | 11  | 10 | 3 | 2 | 5 | 8   | 13  |
| Luksemburg | 10  | 10 | 3 | 1 | 6 | 3   | 21  |
| Malta      | 2   | 10 | 0 | 2 | 8 | 2   | 22  |

### Wyniki
| 6 września 1994, Czechy 6 - 1 Malta 7 września 1994, Luksemburg 0 - 4 Holandia 7 września 1994, Norwegia 1 - 0 Białoruś 12 października 1994, Malta 0 - 0 Czechy 12 października 1994, Norwegia 1 - 1 Holandia 12 października 1994, Białoruś 2 - 0 Luksemburg 16 listopada 1994, Białoruś 0 - 4 Norwegia 16 listopada 1994, Holandia 0 - 0 Czechy 14 grudnia 1994, Holandia 5 - 0 Luksemburg 14 grudnia 1994, Malta 0 - 1 Norwegia 22 lutego 1995, Malta 0 - 1 Luksemburg 29 marca 1995, Luksemburg 0 - 2 Norwegia 29 marca 1995, Holandia 4 - 0 Malta 29 marca 1995, Czechy 4 - 2 Białoruś 26 kwietnia 1995, Białoruś 1 - 1 Malta | 26 kwietnia 1995, Czechy 3 - 1 Holandia 26 kwietnia 1995, Norwegia 5 - 0 Luksembourg 7 czerwca 1995, Luksemburg 1 - 0 Czechy 7 czerwca 1995, Norwegia 2 - 0 Malta 7 czerwca 1995, Białoruś 1 - 0 Holandia 16 sierpnia 1995, Norwegia 1 - 1 Czechy 6 września 1995, Czechy 2 - 0 Norwegia 6 września 1995, Holandia 1 - 0 Białoruś 6 września 1995, Luksemburg 1 - 0 Malta 7 października 1995, Białoruś 0 - 2 Czechy 11 października 1995, Malta 0 - 4 Holandia 11 października 1995, Luksemburg 0 - 0 Białoruś 12 listopada 1995, Malta 0 - 2 Białoruś 15 listopada 1995, Czechy 3 - 0 Luksemburg 15 listopada 1995, Holandia 3 - 0 Norwegia |

## Grupa F

### Klasyfikacja końcowa
| Drużyna           | Pkt | M  | Z | R | P | Br+ | Br- |
| ----------------- | --- | -- | - | - | - | --- | --- |
| Portugalia        | 23  | 10 | 7 | 2 | 1 | 29  | 7   |
| Irlandia          | 17  | 10 | 5 | 2 | 3 | 17  | 11  |
| Irlandia Północna | 17  | 10 | 5 | 2 | 3 | 20  | 15  |
| Austria           | 16  | 10 | 5 | 1 | 4 | 29  | 14  |
| Łotwa             | 12  | 10 | 4 | 0 | 6 | 11  | 20  |
| Liechtenstein     | 1   | 10 | 0 | 1 | 9 | 1   | 40  |

### Wyniki
| 20 kwietnia 1994, Irlandia Płn. 4 - 1 Liechtenstein 7 września 1994, Łotwa 0 - 3 Irlandia 7 września 1994, Liechtenstein 0 - 4 Austria 7 września 1994, Irlandia Płn. 1 - 2 Portugalia 9 października 1994, Łotwa 1 - 3 Portugalia 12 października 1994, Austria 1 - 2 Irlandia Płn. 12 października 1994, Irlandia 4 - 0 Liechtenstein 13 listopada 1994, Portugalia 1 - 0 Austria 15 listopada 1994, Liechtenstein 0 - 1 Łotwa 15 listopada 1994, Irlandia Płn. 0 - 4 Irlandia 18 grudnia 1994, Portugalia 8 - 0 Liechtenstein 29 marca 1995, Irlandia 1 - 1 Irlandia Płn. 29 marca 1995, Austria 5 - 0 Łotwa 26 kwietnia 1995, Łotwa 0 - 1 Irlandia Płn 26 kwietnia 1995, Austria 7 - 0 Liechtenstein | 26 kwietnia 1995, Irlandia 1 - 0 Portugalia 3 czerwca 1995, Portugalia 3 - 2 Łotwa 3 czerwca 1995, Liechtenstein 0 - 0 Irlandia 7 czerwca 1995, Irlandia Płn. 1 - 2 Łotwa 11 czerwca 1995, Irlandia 1 - 3 Austria 15 sierpnia 1995, Liechtenstein 0 - 7 Portugalia 16 sierpnia 1995, Łotwa 3 - 2 Austria 3 września 1995, Portugalia 1 - 1 Irlandia Płn. 6 września 1995, Austria 3 - 1 Irlandia 6 września 1995, Łotwa 1 - 0 Liechtenstein 11 października 1995, Austria 1 - 1 Portugalia 11 października 1995, Irlandia 2 - 1 Łotwa 11 października 1995, Liechtenstein 0 - 4 Irlandia Płn. 15 listopada 1995, Portugalia 3 - 0 Irlandia 15 listopada 1995, Irlandia Płn 5 - 3 Austria |

## Grupa G

### Klasyfikacja końcowa
| Drużyna  | Pkt | M  | Z | R | P | Br+ | Br- |
| -------- | --- | -- | - | - | - | --- | --- |
| Niemcy   | 25  | 10 | 8 | 1 | 1 | 27  | 10  |
| Bułgaria | 22  | 10 | 7 | 1 | 2 | 24  | 10  |
| Gruzja   | 15  | 10 | 5 | 0 | 5 | 14  | 13  |
| Mołdawia | 9   | 10 | 3 | 0 | 7 | 11  | 27  |
| Albania  | 8   | 10 | 2 | 2 | 6 | 10  | 16  |
| Walia    | 8   | 10 | 2 | 2 | 6 | 9   | 19  |

### Wyniki
| 7 września 1994, Gruzja 0 - 1 Mołdawia 7 września 1994, Walia 2 - 0 Albania 12 października 1994, Mołdawia 3 - 2 Walia 12 października 1994, Bułgaria 2 - 0 Gruzja 16 listopada 1994, Albania 1 - 2 Niemcy 16 listopada 1994, Bułgaria 4 - 1 Mołdawia 16 listopada 1994, Gruzja 5 - 0 Walia 14 grudnia 1994, Mołdawia 0 - 3 Niemcy 14 grudnia 1994, Walia 0 - 3 Bułgaria 14 grudnia 1994, Albania 0 - 1 Gruzja 18 grudnia 1994, Niemcy 2 - 1 Albania 29 marca 1995, Gruzja 0 - 2 Niemcy 29 marca 1995, Bułgaria 3 - 1 Walia 29 marca 1995, Albania 3 - 0 Mołdawia 26 kwietnia 1995, Gruzja 2 - 0 Albania | 26 kwietnia 1995, Mołdawia 0 - 3 Bułgaria 26 kwietnia 1995, Niemcy 1 - 1 Walia 7 czerwca 1995, Bułgaria 3 - 2 Niemcy 7 czerwca 1995, Walia 0 - 1 Gruzja 7 czerwca 1995, Mołdawia 2 - 3 Albania 6 września 1995, Albania 1 - 1 Bułgaria 6 września 1995, Niemcy 4 - 1 Gruzja 6 września 1995, Walia 1 - 0 Mołdawia 8 października 1995, Bułgaria 3 - 0 Albania 7 października 1995, Niemcy 6 - 1 Mołdawia 11 października 1995, Gruzja 2 - 1 Bułgaria 11 października 1995, Walia 1 - 2 Niemcy 15 listopada 1995, Niemcy 3 - 1 Bułgaria 15 listopada 1995, Albania 1 - 1 Walia 15 listopada 1995, Mołdawia 3 - 2 Gruzja |

## Grupa H

### Klasyfikacja końcowa
| Drużyna     | Pkt | M  | Z | R | P  | Br+ | Br- |
| ----------- | --- | -- | - | - | -- | --- | --- |
| Rosja       | 26  | 10 | 8 | 2 | 0  | 34  | 5   |
| Szkocja     | 23  | 10 | 7 | 2 | 1  | 19  | 3   |
| Grecja      | 18  | 10 | 6 | 0 | 4  | 23  | 9   |
| Finlandia   | 15  | 10 | 5 | 0 | 5  | 18  | 18  |
| Wyspy Owcze | 6   | 10 | 2 | 0 | 8  | 10  | 35  |
| San Marino  | 0   | 10 | 0 | 0 | 10 | 2   | 36  |

### Wyniki
| 7 września 1994, Wyspy Owcze 1 - 5 Grecja 7 września 1994, Finlandia 0 - 2 Szkocja 12 października 1994, Szkocja 5 - 1 Wyspy Owcze 12 października 1994, Grecja 4 - 0 Finlandia 12 października 1994, Rosja 4 - 0 San Marino 16 listopada 1994, Grecja 2 - 0 San Marino 16 listopada 1994, Finlandia 5 - 0 Wyspy Owcze 16 listopada 1994, Szkocja 1 - 1 Rosja 14 grudnia 1994, Finlandia 4 - 1 San Marino 18 grudnia 1994, Grecja 1 - 0 Szkocja 29 marca 1995, Rosja 0 - 0 Szkocja 29 marca 1995, San Marino 0 - 2 Finlandia 26 kwietnia 1995, San Marino 0 - 2 Szkocja 26 kwietnia 1995, Grecja 0 - 3 Rosja 26 kwietnia 1995, Wyspy Owcze 0 - 4 Finlandia | 6 maja 1995, Rosja 3 - 0 Wyspy Owcze 25 maja 1995, Wyspy Owcze 3 - 0 San Marino 7 czerwca 1995, San Marino 0 - 7 Rosja 7 czerwca 1995, Wyspy Owcze 0 - 2 Szkocja 11 czerwca 1995, Finlandia 2 - 1 Grecja 16 sierpnia 1995, Finlandia 0 - 6 Rosja 16 sierpnia 1995, Szkocja 1 - 0 Grecja 6 września 1995, Szkocja 1 - 0 Finlandia 6 września 1995, Wyspy Owcze 2 - 5 Rosja 6 września 1995, San Marino 0 - 4 Grecja 11 października 1995, Rosja 2 - 1 Grecja 11 października 1995, San Marino 1 - 3 Wyspy Owcze 15 listopada 1995, Szkocja 5 - 0 San Marino 15 listopada 1995, Rosja 3 - 1 Finlandia 15 listopada 1995, Grecja 5 - 0 Wyspy Owcze |

## Klasyfikacja drużyn z drugich miejsc
Najlepszych 6 drużyn z drugich miejsc awansowało automatycznie do turnieju głównego. Dwie z najsłabszym dorobkiem, czyli Holandia i Irlandia, rozegrały między sobą mecz barażowy na neutralnym terenie w Liverpoolu.
| Drużyna    | Pkt | M | Z | R | P | Br+ | Br- |
| ---------- | --- | - | - | - | - | --- | --- |
| 1 Włochy   | 13  | 6 | 4 | 1 | 1 | 12  | 4   |
| 2 Bułgaria | 12  | 6 | 4 | 0 | 2 | 14  | 8   |
| 3 Turcja   | 11  | 6 | 3 | 2 | 1 | 11  | 8   |
| 4 Szkocja  | 11  | 6 | 3 | 2 | 1 | 5   | 2   |
| 5 Dania    | 11  | 6 | 3 | 2 | 1 | 9   | 7   |
| 6 Francja  | 10  | 6 | 2 | 4 | 0 | 8   | 2   |
| 7 Holandia | 8   | 6 | 2 | 2 | 2 | 6   | 5   |
| 8 Irlandia | 7   | 6 | 2 | 1 | 3 | 8   | 10  |

## Mecz barażowy
| 13 grudnia 1995      |               |          |  |                         |
| Holandia             | 2 – 0 (1 - 0) | Irlandia |  | Liverpool; Anfield Road |
| Patrick Kluivert 29' |               |          |  |                         |
| Patrick Kluivert 88' |               |          |  |                         |